# Nadim Kobeissi
Nadim Kobeissi (in arabo نديم قبيسي‎?; Beirut, 28 settembre 1990) è un informatico e attivista libanese naturalizzato francese.
Specializzato in crittografia applicata, è il fondatore di Cryptocat, un client di chat web crittografato open source. Kobeissi è anche noto per aver parlato pubblicamente contro la censura e la sorveglianza di Internet.

## Biografia
Kobeissi è nato a Beirut, in Libano. Ha studiato alla Lebanese American University di Beirut dal 2008 al 2009 e si è laureato in filosofia alla Concordia University di Montreal, Canada, nel 2013. Ha conseguito un dottorato di ricerca in crittografia applicata all'Inria di Parigi dal 2015 al 2018.
Tra il 2018 e il 2019 è stato professore a contratto di informatica presso il campus parigino della New York University, tenendo un corso sulla sicurezza informatica. Nel 2021 Kobeissi è stato naturalizzato cittadino francese. Parla correntemente arabo, francese e inglese e vive a Parigi.

## Ricerca
Kobeissi è l'autore principale di Cryptocat. Il progetto è stato interrotto nel 2019.
Nel 2015, Kobeissi è diventato attivo nella ricerca sulla verifica formale dei protocolli crittografici. La sua tesi di dottorato trattava come argomento la "Verifica formale per protocolli e implementazioni crittografiche nel mondo reale (Vérification formelle des protocoles et des implementations cryptographiques)".

## Attivismo
Nel 2010, Kobeissi è stato uno dei primi sostenitori dell'informatrice ed ex-militare dell'esercito americano Chelsea Manning. Ha organizzato una marcia a Montreal nel dicembre di quell'anno a sostegno di WikiLeaks. Nel 2011 e 2012, Kobeissi ha ospitato CHOMP FM, un programma radiofonico sull'attivismo presente su Internet trasmesso settimanalmente dalla stazione radio CKUT-FM di Montreal. Lo spettacolo includeva ospiti della Electronic Frontier Foundation (EFF), il ricercatore di sicurezza Bruce Schneier e il giornalista Glenn Greenwald .
Nel 2013, Kobeissi ha collaborato a scrivere la Skype Open Letter che ha riunito più di quaranta organizzazioni, tra cui Electronic Frontier Foundation, Reporters Without Borders e Open Technology Institute, chiedendo a Microsoft e Skype di pubblicare rapporti sulla trasparenza riguardanti il monitoraggio e la sorveglianza su Skype. Lo sforzo ha avuto successo e Microsoft ha pubblicato il suo primo rapporto sulla trasparenza poco dopo la pubblicazione della lettera.

## Imprenditoria
Nel 2017, Kobeissi ha fondato la Symbolic Software, un'azienda che offre audit di sicurezza per l'infrastruttura aziendale, il codice software e i protocolli crittografici.
Nel gennaio 2021, un tweet di Kobeissi sui suoi piani per progettare una forma di "social media decentralizzato" ha immediatamente suscitato l'interesse di diversi investitori e ha portato alla creazione di Capsule Social Inc., una startup la cui missione è costruire un social veramente decentralizzato per promuovere la libertà di parola, rendendola più resistente alla censura e al controllo.